# Rocca al Mare

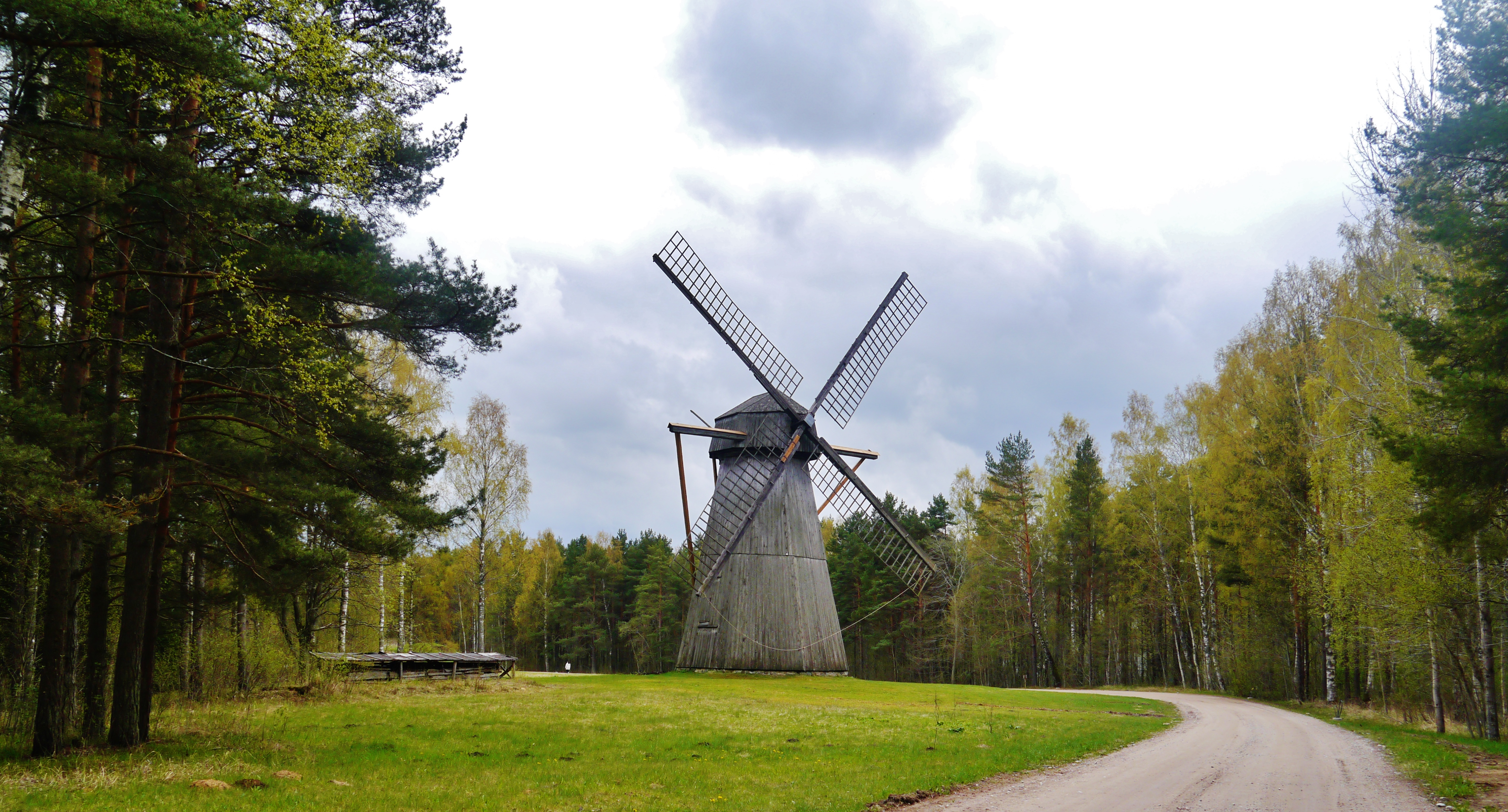
Väderkvarn på Estlands friluftsmuseum.

Rocca al Mare är en stadsdel i Estlands huvudstad Tallinn, tillhörande distriktet Haabersti. Stadsdelen ligger vid Koplibukten omkring 7 kilometer väster om Tallinns centrum. Området saknar helt bofast befolkning.
Stadsdelen har sitt namn efter ett sommarhus som Tallinns dåvarande borgmästare Arthur Girard de Soucanton lät uppföra 1863, inspirerad av italiensk arkitektur. Huset namngavs i sin tur efter en "klippa vid havet" (italienska: Rocca al Mare) i närheten. 1957–1964 uppfördes här Estlands friluftsmuseum, där byggnader och traditionellt byliv från den estniska landsorten från 1750 fram till 1900-talet visas.